# Psychotria lutescens
Psychotria lutescens är en måreväxtart som beskrevs av William Grant Craib. Psychotria lutescens ingår i släktet Psychotria och familjen måreväxter. Inga underarter finns listade i Catalogue of Life.